# ヴィブルヌム・フォルディアエ
Viburnum fordiae（中: 南方荚蒾）は、レンプクソウ科ガマズミ属の植物である。広東省、安徽省、湖南省、広西チワン族自治区、貴州省、福建省、江西省、雲南省の本土に分布し、海抜50メートルから1300メートルの範囲に生育する。丘の斜面に低木として育つことが多い。

## シノニム
- Viburnum fordiae Hance var. rectangulatum (Graebn.) Rehd.